# Rumspringa – Ein Amish in Berlin
Rumspringa – Ein Amish in Berlin ist eine Komödie von Mira Thiel, der am 29. April 2022 in das Programm von Netflix aufgenommen wurde.

## Handlung
Der junge Jacob bricht zu seiner traditionellen Rumspringa auf. In seiner Heimatgemeinschaft der Amish, die ein einfaches und von der Außenwelt isoliertes Leben führen, hat Jacob bisher kaum Berührung mit der modernen Welt gehabt. Die Rumspringa bietet ihm die Gelegenheit, außerhalb der strengen Regeln seiner Gemeinschaft zu leben, bevor er sich entscheiden muss, ob er dorthin zurückkehren will.
Jacob reist nach Berlin, um die Welt außerhalb der Amish-Gemeinschaft zu erkunden. Direkt bei seiner Ankunft begegnet er dem etwas chaotischen und hedonistischen Alf, der ihn unter seine Fittiche nimmt. Alf lebt ein freies, unkonventionelles Leben und öffnet Jacob die Türen zu einer Welt, die dieser nie zuvor erlebt hat. Durch Alf erlebt Jacob Partys, moderne Technologie und die Freiheiten der Großstadt. Die beiden werden schnell Freunde, obwohl sie aus völlig unterschiedlichen Welten kommen.
Während seiner Zeit in Berlin trifft Jacob auch auf Ina, eine junge Studentin, die ihn ebenfalls beeindruckt. Jacob fühlt sich zu ihr hingezogen, und sie unterstützt ihn dabei, mehr über die moderne Welt und sich selbst herauszufinden. Die aufkeimende Romanze zwischen Jacob und Ina führt ihn zu noch tiefer gehenden Fragen über seine eigene Identität und die kulturellen Grenzen, die ihn geprägt haben.
Im Laufe des Films wird Jacob hin- und hergerissen zwischen der traditionellen Welt der Amish und den Freiheiten, die er in Berlin entdeckt. Er stellt die Werte seiner Gemeinschaft in Frage, aber auch die Oberflächlichkeiten und Herausforderungen des modernen Lebens. Schließlich steht er vor der schwierigen Entscheidung, ob er in seine Heimat zurückkehren oder ein neues Leben in der modernen Welt beginnen soll.
Am Ende entscheidet sich Jacob, vorerst in Berlin zu bleiben und erst zu einem unbestimmten Zeitpunkt nach Amerika zurückzukehren. Er tut dies mit einem neuen Verständnis von sich selbst und der Welt. Die Erfahrung hat ihn verändert, und er weiß nun, dass er die beiden Welten miteinander in Einklang bringen kann, um seine eigene Identität zu formen.

## Produktion
Produziert wurde der Film von Constantin Film, als Produzent fungierte Friederich Oetker. Mira Thiel war im Film als Regisseurin tätig. Die Kamera führten Birgit Bebe Dierken und Tomas Erhart, die Montage verantwortete Andreas Baltschun. In der Hauptrolle spielen Jonas Holdenrieder, Timur Bartels, Rauand Taleb, Gizem Emre und Tijan Marei.

## Rezeption
- Lexikon des internationalen Films: „Plump und äußerst klischeebehaftet stellt der oberflächliche Film die beiden Figuren und ihre kontrastierenden Welten gegenüber, wobei zunächst vor allem der junge Amish bedenklich der Lächerlichkeit preisgegeben wird. Erst im letzten Drittel gewinnen die Figuren an Tiefe.“[4]